# 鹿児島市立前之浜小学校
鹿児島市立前之浜小学校（かごしましりつまえのはましょうがっこう 英語: Maenohama Elementary School）は、鹿児島県鹿児島市喜入前之浜町にある公立小学校。

## 沿革
- 1876年（明治9年） - 旧庄屋屋敷を校地として榎屋兼用氏開校
- 1887年（明治20年） - 前之浜小学校と改称
- 1895年（明治28年） - 潟汐入に移転
- 1922年（大正11年） - 前之浜尋常高等小学校と改称
- 1938年（昭和13年） - 現在地に移転
- 1941年（昭和16年） - 国民学校令により前之浜国民学校と改称
- 1947年（昭和22年） - 喜入村立前之浜小学校と改称
- 1956年（昭和31年） - 喜入町立前之浜小学校と改称
- 2004年（平成16年） - 鹿児島市立前之浜小学校と改称